# Pod Papugami
Pod Papugami – utwór skomponowany na początku lat 60. XX w. przez prezentera radiowego Mateusza Święcickiego, do którego słowa napisali Bogusław Choiński i Jan Gałkowski. Pierwotnym wykonawcą był zespół Czerwono-Czarni z wokalistą Józefem Ledeckim, ale przebój ten zyskał popularność dzięki wykonaniom Czesława Niemena.

## Wersje nagrane przez Niemena
W 1963 w studiu Programu III Polskiego Radia grupa Bossa Nova Combo z gościnnym udziałem Czesława Niemena nagrała swoją wersję utworu, w szybszym tempie i z lekko zmienionym tekstem. Ta wersja została wydana dopiero na kompilacji Gwiazdy mocnego uderzenia: Czesław Niemen w 1991 oraz na płycie z utworami radiowymi i koncertowymi Pamiętam ten dzień z 2011.
Jesienią 1968 Czesław Niemen z zespołem Akwarele nagrał nową, bardziej soulową wersję utworu, który został wydany na płycie Czy mnie jeszcze pamiętasz? w 1969.

## Inne, późniejsze wersje
W 1996 Guilherme Coimbra napisał własny tekst do piosenki, którą tym razem jako „Mocidade” (j. portugalski) zaśpiewał na płycie „Ipanema Rainbow”.
W 2003 Kora nagrała utwór z rozbudowaną aranżacją o instrumenty dęte i smyczkowe, który został wydany na solowej płycie Kora Ola Ola!
W 2011 swoją wersję nagrał zespół Maleo Reggae Rockers, w której połączył bossa-novę i reggae ze wstawkami instrumentalnymi w rytmie samby, utwór został wydany na płycie Rzeka dzieciństwa
W 2012 Janusz Szrom wraz ze Zbigniewem Wromblem nagrali jazzową wersję utworu na płycie Śpiewnik.